# اوچهورن
اوچهورن (به لاتین: Ochsehorn) یک کوه در سوئیس است که در کانتون وله واقع شده‌است. اوچهورن ۲٬۹۱۲ متر بالاتر از سطح دریا واقع شده‌است.